# Instance (informatika)
Instance je v informatice samostatná existence jakéhokoli objektu – objektu v objektově orientovaných jazycích, okna nebo jiného prvku grafického uživatelského rozhraní, procesu jako instance běžícího programu, virtuálního stroje, apod. Vytváření více instancí určitého objektu nebývá samozřejmé, a dodatečné doplnění této funkcionality může působit různé problémy. U některých objektů je vytváření více instancí nežádoucí; objekt, který může existovat nejvýše v jedné instanci se nazývá singleton.

## Existence více instancí
V objektově orientovaném programování je běžné vytváření více instancí objektů, které v jiných paradigmatech bývají unikátní (globální). Pro vytvoření instance objektu slouží speciální metody, které se nazývají konstruktory, jejichž účelem je provést inicializaci objektu. K odstraňování objektů slouží destruktory. V mnoha objektově orientovaných jazycích je objekt instancí třídy. 
V mnoha víceúlohových operačních systémech lze jeden počítačový program spustit vícekrát. Instance běžícího programu zpravidla nazýváme procesy. 
Virtualizační prostředí může umožňovat vícenásobné spuštění téhož virtuálního privátního serveru.
V neprogramátorském kontextu je možné si pojem instance představit pomocí přirovnání k reálnému životu. Je možné si představit „psa“ jakožto datový typ popsaného třídou a konkrétní pes na ulici je instancí této třídy. 